# Mónica Castaño
Mónica Castaño Agudelo (sinh ngày 5 tháng 6 năm 1989) là một nữ hoàng sắc đẹp và người mẫu người Colombia.

## Cuộc thi Next top Model Colombia
Castaño được chọn là một thí sinh lọt Top 15 thí sinh Chung cuộc của mùa đầu tiên của cuộc thi Siêu mẫu Colombia, hay với cái tên quen thuộc là Colombia's Next Top Model. Cô được bình chọn là một trong bốn thí sinh lọt vào chung kết, bầu chọn bởi công chúng Colombia với 17,8% phiếu bầu, trở thành một trong những "Chicas Águila" cho năm 2013 cùng với Anggie Bryan, Claudia Castro và Lis Henao. Cô đánh bại Bryan, Castro và Henao để giành chiến thắng trong cuộc thi. Giải thưởng của cô bao gồm 100,000,000 Colombia peso tiền mặt và một lần lên trang bìa tạp chí Cromos.

## Cuộc thi sắc đẹp khác
Castaño đại diện cho Pradera tại cuộc thi Señorita Valle 2011 và cuối cùng cô là người chiến thắng. Cô là Hoa hậu Hòa bình Colombia 2014 và Hoa hậu Orito Ingi-Ande 2014.  Vào tháng 10 năm 2014, cô đại diện cho Colombia tại cuộc thi Hoa hậu Hòa bình Quốc tế 2014 tổ chức tại Bangkok, cuộc thi mà cô kết thúc với tư cách Á hậu 4, với Hoa hậu chung cuộc là Daryanne Lees đến từ Cuba. Vào năm 2015, cô đại diện cho Colombia tại cuộc thi Hoa hậu Siêu quốc gia 2015 ở Krynica-Zdrój, cuộc thi mà cô kết thúc với vị trí thứ hai, sau Hoa hậu Stephania Stegman của Paraguay.